# Lindenberg (Föritztal)
Lindenberg ist ein Ortsteil von Föritztal im Landkreis Sonneberg in Thüringen.

## Lage
Lindenberg liegt im äußersten Süden des Landkreises Sonneberg und Thüringens etwa einen Kilometer südlich von Neuhaus-Schierschnitz an der Kreisstraße 27, die östlich des Ortes von der Bundesstraße 89 abzweigt und in westliche Richtung weiter in das etwa 500 Meter entfernte Sichelreuth führt. Unmittelbar südlich des Ortes verläuft die Landesgrenze zu Bayern, die einst die Innerdeutsche Grenze war.

## Geschichte
1348 wurde das Dorf Lindenberg erstmals als „Ly(n)tenberg“ („Siedlung am Berg mit/bei den Linden“) erwähnt und gehörte zum Gericht Hassenberg. 1826 kam der Ort von Sachsen-Coburg an Sachsen-Meiningen.
Das Rittergut der Herren von Redwitz fiel 1704 an die Familie Rosenau, war von 1724 bis 1779 im Eigentum derer von Würzburg, dann im Besitz der Familie Kanne, bis es 1920 aufgelöst wurde. Die Bürger des Ortes waren überwiegend als Leineweber, Maurer und Bergarbeiter. Das Dorf galt bis in die zweite Hälfte des 20. Jahrhunderts als arm.
Nachdem die Orte Sichelreuth und Lindenberg bereits 1923/24 für kurze Zeit einen Gemeindeverbund gebildet hatten, wurde Lindenberg am 1. Juli 1950 nach Sichelreuth eingemeindet. Die Schule des Ortes wurde 1980 geschlossen.
Zum 1. Januar 1993 folgte die Eingemeindung von Sichelreuth und Lindenberg nach Neuhaus-Schierschnitz. Diese fusionierte am 6. Juli 2018 mit weiteren Gemeinden zur Gemeinde Föritztal.

## Dialekt
In Lindenberg wird Itzgründisch, ein mainfränkischer Dialekt, gesprochen.